# رجل بدين
رجل بدين (بالإنجليزية: Fatman)‏ هو فيلم كوميديا سوداء أمريكي صدر عام 2020 من بطولة ميل غيبسون،والتون جوجينز وماريان جان باتيست.

## قصة
يكافح كريس الغير تقليدي على أمل تحديد أسباب تراجع أعماله بشكل كبير.

## الميزانية والإيرادات
حقق الفيلم إيرادات تقدر بـ 108305 دولار.

## طاقم العمل
| الممثلين          | الدور        |
| ----------------- | ------------ |
| ميل جيبسون        | كريس         |
| والتون جوجينز     | الرجل النحيف |
| ماريان جان باتيست | روث          |
| شون بنسون         | ليكس         |
| باولينو نونيس     | ويلاند       |
| ديبورا جروفر      | آني ماري     |